# Kaarlo Kangasniemi
Kaarlo Olavi Kangasniemi (4 de fevereiro de 1941, em Kullaa) é um finlandês, campeão mundial e olímpico em halterofilismo.
Kangasniemi competiu em halterofilismo e terminou em sétimo nos Jogos Olímpicos de 1964 e em sexto em 1972, na categoria até 82,5 kg; na edição de 1968, que contou com campeonato mundial também, ele ganhou ouro na categoria até 90 kg.
Também ganhou ouro no campeonato mundial e europeu de 1969, organizados conjuntamente, na categoria até 90 kg. Foi vice-campeão mundial em 1971, na categoria até 82,5 kg. Ainda em campeonatos europeus, ganhou ouro em 1970, na categoria até 90 kg, e dois bronzes, em 1968, na categoria até 90 kg, e em 1972, na categoria até 82,5 kg.
Kaarlo Kangasniemi definiu 17 recordes mundiais — quatro no desenvolvimento (ou prensa militar, movimento-padrão abolido em 1973), oito no arranque e cinco no total combinado, nas categorias até 82,5 e 90 kg.
Em 1998 foi eleito para o Weightlifting Hall of Fame.